# 네드 켈리
네드 켈리(Ned Kelly, 본명: 에드워드 켈리(Edward Kelly), 1854년 12월 5일 ~ 1880년 11월 11일)는 19세기 후반에 활동한 오스트레일리아의 무법자이자 민중 영웅이다. 그는 아일랜드계 오스트레일리아인으로, 빈곤한 농민 가정에서 태어났다. 켈리는 주로 빅토리아 주 북부에서 활동했으며, 여러 차례 경찰과의 총격전으로 유명하다.

## 어린 시절
켈리는 빅토리아 주의 고향에서 자랐고, 어려서부터 가난과 억압을 경험했다. 그의 아버지는 아일랜드 독립 운동과 관련이 있었으며, 이는 켈리에게 민족적, 사회적 불만을 심어주었다. 젊은 시절부터 범죄와 관련된 활동을 시작한 켈리는 여러 범죄로 경찰의 추적을 받았다.

## 행동과 활동
켈리의 가장 유명한 사건은 1878년부터 1880년까지 벌어진 '켈리 갱단' 사건이다. 그가 이끌었던 갱단은 농민들과의 연대감을 바탕으로 활동했으며, 경찰과의 여러 번의 격렬한 충돌을 일으켰다. 1879년, 켈리는 유명한 '제릴더리 편지'를 작성하여 자신의 정치적 신념과 억압받는 계층에 대한 불만을 표출하였다. 이 편지는 그가 정치적 반란을 기획하고 있었다는 주장에 기여했다.
켈리의 갱단은 1880년 6월, 글렌로완에서 기차 탈선 사건을 일으켰으며, 이는 그가 오스트레일리아에서 일종의 "공화국"을 선언하려는 계획의 일환이었다는 해석이 있다.

## 체포 및 사망
켈리는 1880년 11월 11일, 빅토리아 주 글렌로언에서 경찰에 의해 체포되었고, 1880년 11월 11일, 그로부터 사형 선고를 받았다. 그는 25세의 나이에 교수형에 처해졌다. 그의 죽음은 오스트레일리아의 역사에서 큰 논란을 일으켰고, 많은 이들은 그를 민중 영웅으로 여겼다.

## 유산
켈리는 현재까지도 오스트레일리아 역사에서 중요한 인물로 남아 있으며, 민중 영웅과 범죄자로서의 두 가지 이미지를 동시에 가지고 있다. 그의 이야기는 문학, 영화, 음악 등 다양한 매체에서 다뤄졌으며, '켈리 갑옷'은 그의 상징적인 아이템으로 널리 알려져 있다. 또한, 켈리의 행동과 철학은 오스트레일리아 사회에서 억압받는 사람들의 상징으로 여겨지기도 한다.

## 참고 문헌
- Jones, Ian (2010). Ned Kelly: A Short Life. Hachette UK. ISBN 978-0-7336-2579-4.
- Macfarlane, Ian (2012). The Kelly Gang Unmasked. South Melbourne: Oxford University Press. ISBN 978-0-19-551966-2.